# Porto di Mare (métro de Milan)
Porto di Mare est une station de la ligne 3 du métro de Milan, située via Giovanni Battista Cassinis (it).